# Phantasie und Fuge über B-A-C-H
Die Phantasie und Fuge über B-A-C-H op. 46 ist ein Orgelwerk von Max Reger aus dem Jahr 1900, in dem der Komponist das Motiv B-A-C-H verarbeitet hat.

## Entstehung
Reger komponierte das Werk im Februar 1900 in Weiden in der Oberpfalz. Der Tag der Fertigstellung kann, wie bei etlichen anderen Werken Regers, nicht sicher bestimmt werden. Reger machte dazu widersprüchliche Angaben. Auf der letzten Seite des Autographs, das als Vorlage für den Notenstich verwendet wurde, gab Reger handschriftlich das Datum 17. Februar 1900 an und ergänzte: „begonnen 10. Febr. / vollendet 17. Febr. 1900“. Andererseits schrieb er in einem Brief vom 17. Februar, er arbeite noch an dem Werk und könne binnen zehn Tagen ein Manuskript senden. In einem Brief an Emil Krause vom 21. Februar schrieb er dann, er habe das Werk vollendet. Zur Unklarheit trägt ein zweites Autograph bei, das Reger mit dem Datum 19. Februar 1900 Karl Straube widmete. Dieses Autograph konnte eindeutig als die erste Fassung identifiziert werden.
Reger widmete das Werk Josef Gabriel Rheinberger. Ende Juni 1900 wurde es von Karl Straube an der Sauer-Orgel im Dom zu Wesel uraufgeführt. Das genaue Datum der Uraufführung ist aufgrund mangelnder Quellen unbekannt. Straube wurde 1903 Thomasorganist, später Thomaskantor.

## Musik
Das Werk steht in der Tradition zahlreicher Werke, die das berühmte Motiv B-A-C-H musikalisch bearbeiten. Es weist zahlreiche technische Schwierigkeiten auf, darunter Oktavbewegungen, Zweiunddreißigstelläufe und Triller im Pedal, das stark polyphone Spiel in beiden Händen und Füßen sowie häufig wechselnde Registeranweisungen, die mindestens die Hilfe eines Registranten erfordern. Gekennzeichnet ist das Stück weiterhin durch die für Reger typische komplexe Kontrapunktik und eine kaum mehr tonale, unstete Harmonik, wie sie sich auch in vielen anderen Werken der Spätromantik zeigt.
Die Fuge selbst ist eine fünfstimmige Doppelfuge, die sich von einem sehr langsamen Tempo im Pianississimo kontinuierlich zu einem sehr schnellen Tempo im Fortississimo (bei vollem Werk) steigert. In der Schlussapotheose wird wieder auf den Beginn der Fantasie Bezug genommen.
Die Aufführungsdauer variiert nach der jeweiligen Einspielung im Bereich von einer Viertel- bis zu einer halben Stunde, liegt aber häufig bei ca. 17–21 Minuten.

## Hintergrund

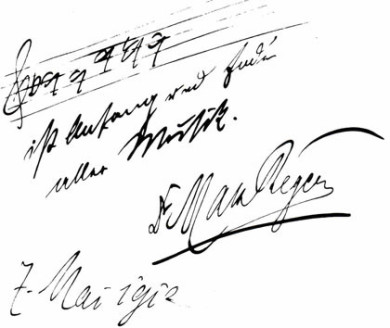
„b a c h [als Noten geschrieben]
ist Anfang und Ende aller Musik.“
Max Reger 7. Mai 1912

Reger bezeugte seine tiefe Verehrung für Johann Sebastian Bach unter anderem in Essays und Briefen. Die Zeitschrift Die Musik stellte im Jahr 1905 bei einer Umfrage zahlreichen Komponisten, Musikern und anderen Persönlichkeiten die Frage: „Was ist mir Johann Sebastian Bach und was bedeutet er für unsere Zeit?“ Max Reger schrieb in seiner kurz gehaltenen Antwort: „Seb. Bach ist für mich Anfang und Ende aller Musik; auf ihm ruht und fusst  j e d e r  wahre Fortschritt!“ (Hervorhebungen wie im Original). Das Bekenntnis „b a c h  ist Anfang und Ende aller Musik“ trug er im Mai 1912 auch in ein privates Stammbuch ein (siehe Abbildung). Dabei schrieb er „b a c h“ als Noten, also als das B-A-C-H-Motiv.
In der Phantasie und Fuge über B-A-C-H spannte Reger stilistisch den Bogen von Bach bis zu Richard Wagner. Bei der erwähnten Umfrage schrieb er, Bach sei ein „gar kräftigliches, nie versiegendes Heilmittel“ unter anderem „für alle jene Komponisten und Musiker, die ‚an missverstandenem Wagner‘ erkrankt sind“. Reger nannte diese Krankheit an anderer Stelle „Wagneritis“ – er meinte, dass viele Komponisten seiner Zeit Wagner völlig falsch verstanden. Antonius Bittmann sah in der Phantasie und Fuge einen Versuch Regers, bachsche und wagnerische Elemente miteinander zu kombinieren und auszubalancieren, um das Wagner-Bild zu korrigieren und durch Bach gewissermaßen zu heilen. Auffallend sei hier vor allem die Bezugnahme auf die Tristan-Ouvertüre.